# 2314 Field
2314 Field este un asteroid din centura principală, descoperit pe 12 noiembrie 1977 de Harvard Observatory.